# Caen Baseball Softball
 (mars 2025).
Motif : absence de sources secondaires indépendantes pérennes et de qualité. Ce club sans aucune notoriété nationale n'a jamais participé au championnat de première division de ce sport considéré comme mineur en France, mineur par le nombre de licencié, mineur par les résultats de son haut niveau et mineur par son absence d'exposition médiatique.
- Archive Wikiwix
- Bing
- Cairn
- DuckDuckGo
- E. Universalis
- Gallica
- Google
- G. Books
- G. News
- G. Scholar
- Persée
- Qwant
- (zh) Baidu
- (ru) Yandex
- (wd) trouver des œuvres sur Wikidata

| 1. | Préciser le motif de la pose du bandeau. | Précisez le motif de la pose du bandeau en utilisant la syntaxe suivante : {{admissibilité à vérifier\|date=mars 2025\|motif=remplacez ce texte par le motif}}                              |
| 2. | Informer les utilisateurs concernés.     | Pensez à avertir le créateur de l'article, par exemple, en insérant le code ci-dessous sur sa page de discussion : {{subst:avertissement admissibilité à vérifier\|Caen Baseball Softball}} |

Les Phénix de Caen est un club français de baseball localisé à Caen. L'équipe évolue aujourd'hui dans le championnat de Régional 1 de la Ligue de Normandie de Baseball Softball. Le club évolue sur le terrain « Melvin & Jean McNair ». 

## Histoire
Anciennement Les Hornets, le club se surnomment désormais les Phénix depuis 2008. Après une saison 2011 difficile (20 défaites en 20 matchs) dans la Ligue de Normandie, une nouvelle équipe relance le club. Les premiers résultats arrivent lors de la saison suivante avec une troisième place (sur 7 équipes) dans ce championnat régional. La saison 2013 voit les Phénix remporter le championnat régional devant les Jimmer's de Saint-Lô et donc participer à la Nationale 2. Les Phénix arrive jusqu'en quart de finale avant de céder face à la réserve des Templiers de Sénart.

## Palmarès
- Championnat Régional de Normandie (Haute et Basse Normandie réunies): 1er en 2013